# Pardosa bidentata
Pardosa bidentata là một loài nhện trong họ Lycosidae.
Loài này thuộc chi Pardosa. Pardosa bidentata được Pelegrin Franganillo-Balboa miêu tả năm 1936.